# Stenasellus chapmani
Stenasellus chapmani är en kräftdjursart som beskrevs av Guy Magniez 1982. Stenasellus chapmani ingår i släktet Stenasellus och familjen Stenasellidae. Inga underarter finns listade i Catalogue of Life.